# East River (New York)
Pour les articles homonymes, voir East River.
 (mai 2017).
Si vous disposez d'ouvrages ou d'articles de référence ou si vous connaissez des sites web de qualité traitant du thème abordé ici, merci de compléter l'article en donnant les références utiles à sa vérifiabilité et en les liant à la section « Notes et références ».
L'East River est un détroit des États-Unis situé dans la ville de New York et qui relie l'Upper New York Bay à son extrémité sud au Long Island Sound à son extrémité nord. Malgré son nom, l'East River n'est pas une rivière mais un détroit.

## Géographie
L'East River forme un détroit de 25 km de long qui sépare Long Island (incluant les arrondissements de Queens et de Brooklyn) de Manhattan et du Bronx. En raison de sa connexion avec le Long Island Sound, l'East River était parfois baptisée Sound River. Au nord du détroit, la Bronx River se jette dans l'East River, et au nord de Ward's Island, le détroit de Bronx Kill assure la connexion entre Harlem River et l'East River.

### Îles
- Rikers Island
- North Brother Island
- South Brother Island
- Mill Rock
- Ward's Island et Randall's Island
- Roosevelt Island
- U Thant Island (Belmont Island).

### Ponts
Huit ponts franchissent l’East River, dont voici la liste du nord au sud :
- Pont de Throgs Neck
- Pont de Bronx–Whitestone
- Pont de Rikers Island
- Hell Gate Bridge
- Pont Robert F. Kennedy
- Roosevelt Island Bridge
- Pont de Queensboro
- Pont de Williamsburg
- Pont de Manhattan
- Pont de Brooklyn.

Treize tunnels passent aussi sous le détroit.

## Histoire

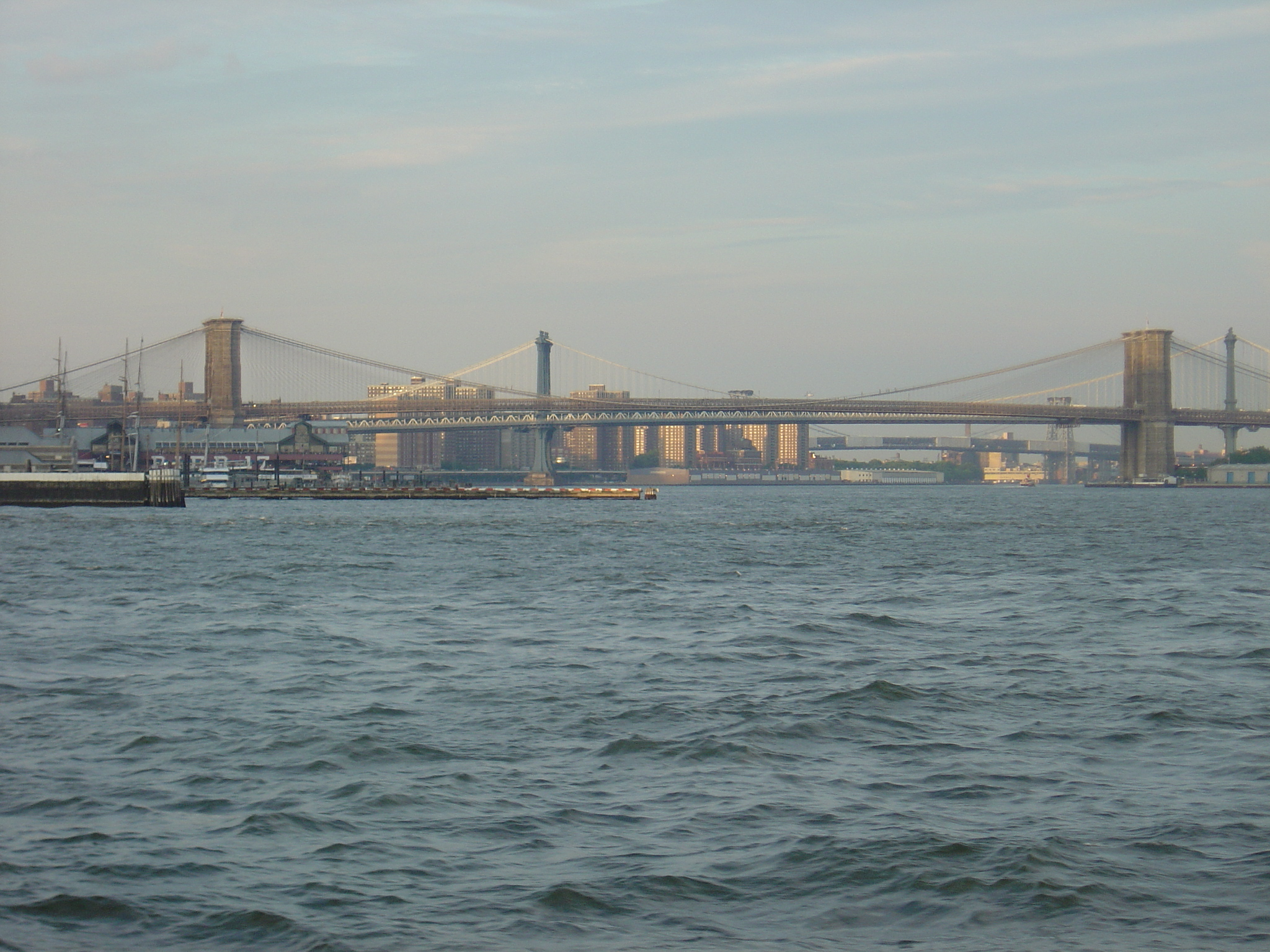
Vue des trois principaux ponts de l'East River : du plus proche au plus éloigné, le pont de Brooklyn, le pont de Manhattan et le pont de Williamsburg.

La partie sud de l'East River, qui fait la liaison entre les arrondissements de Brooklyn et de Manhattan, a été pendant une longue période l'une des voies d'eau les plus fréquentées au monde, notamment lors des trois premiers siècles d'existence de New York. Le pont de Brooklyn, qui fut construit en 1883, fut le premier pont à enjamber le détroit[réf. nécessaire], remplaçant ainsi les traditionnels ferries, bien que des liaisons par bateau furent maintenues après la construction du pont suspendu. Par la suite, le pont de Williamsburg (1903) puis le pont de Manhattan (1909) créèrent de nouvelles liaisons entre les deux arrondissements.